# Lý Trang phi
Cung Ý Trang phi Lý thị (chữ Hán: 恭懿莊妃 李氏; 5 tháng 12 năm 1588 – 6 tháng 12 năm 1624), là một phi tần của vua Minh Quang Tông thời nhà Minh.

## Xuất thân
Trang phi họ Lý, người phủ Thuận Thiên, huyện Bảo Trì. Cha của bà là Lý Hải, mẹ họ Lưu. Em trai của Đông Lý là Lý Quốc Đống, nhờ chị làm phi mà được phong làm Cẩm y vệ, hàm Chính tam phẩm.
Minh Quang Tông còn một người thiếp khác cũng mang họ Lý (tức Lý Khang phi sau này), nên người đương thời gọi Trang phi là Đông Lý (东李), còn Khang phi là Tây Lý (西李) để phân biệt.

## Nhập cung
Năm Vạn Lịch thứ 26 (1598), Đông Lý nhập cung hầu hoàng trưởng tử Chu Thường Lạc (húy của Quang Tông), phân vị Tuyển thị (选侍). Sử sách chép lại, Đông Lý là người nhân từ và cần kiệm, được các thái giám và cung nữ trong cung kính quý. Tuy được xếp trên Tây Lý, nhưng sự sủng ái của vua dành cho bà lại không bằng so với Tây Lý.
Trong dàn ngự thiếp của Quang Tông còn có Lưu Thục nữ, mẹ sinh của Minh Tư Tông Chu Do Kiểm, mất sớm khi hoàng tử mới lên bốn. Hoàng tử Do Kiểm được giao cho Tây Lý nuôi dưỡng, nhưng năm sau đó Tây Lý hạ sinh con gái là Thập công chúa nên Đông Lý đã nhận chăm sóc hoàng tử.
Chu Thường Lạc lên ngôi chưa tròn một tháng thị băng hà, chưa kịp ban phong danh vị cho các thiếp thất của ông. Năm Thiên Khải thứ 3 (1623), Minh Hy Tông tôn Đông Lý làm Trang phi (莊妃). Dưới thời Hy Tông, Ngụy Trung Hiền chuyên quyền khiến triều đình ngày một suy tàn. Đông Lý Trang phi cũng bị hạn chế quyền lực, cắt giảm mọi lễ nghi, khiến bà phẫn uất mà chết vào năm thứ 4 (1624). Đông Lý Trang phi được táng tại Thạch Cảnh Sơn. Sau này Minh Tư Tông đăng cơ đã ban thụy cho bà là Cung Ý (恭懿).